# Кузма Мињин
Кузма Мињин (рус. Кузьма́ Ми́нин, Кузьма́ Ми́нич Заха́рьев Сухору́кий; (крај 16. века – 1616) је био један од хероја руске историје, родом из Нижњег Новгорода.
По занимању је био трговац а у историју је ушао (заједно са кнезом Дмитријем Пожарским) по херојској одбрани Русије против пољске инвазије почетком 17. века.
Умро је 1616. и данас лежи у Катедрали Архангела у Нижном Новгороду. По њему се данас назива и централни трг у том граду.